# 豐鄉町
豐鄉町（日语：／ Toyosato chō */?）是位於日本滋賀縣東部的行政區劃，轄區位於湖東平原宇曾川中游的右岸地區，面積為全滋賀縣最小的行政區劃。

## 人口
| 豐鄉町人口分布圖 |                                               |  |
| 豐鄉町與日本全國年齡別人口分布比較圖 （2005年資料） | 豐鄉町的年齡、男女別人口分布圖 （2005年資料） |  |
| ■紫色是豐鄉町 ■綠色是全国 | ■藍色是男性 ■紅色是女性                       |  |
| 豐鄉町人口變化 \| 1970年 \| 7,020人 \| \| \| 1975年 \| 6,992人 \| \| \| 1980年 \| 7,194人 \| \| \| 1985年 \| 7,414人 \| \| \| 1990年 \| 7,396人 \| \| \| 1995年 \| 7,222人 \| \| \| 2000年 \| 7,132人 \| \| \| 2005年 \| 7,418人 \| \| \| 2010年 \| 7,566人 \| \| \| 2015年 \| 7,422人 \| \| \| 2020年 \| 7,132人 \| \| |                                               |  |
| 資料來源：日本總務省統計中心提供之人口普查數據 |                                               |  |
| 1970年 | 7,020人                                       |  |
| 1975年 | 6,992人                                       |  |
| 1980年 | 7,194人                                       |  |
| 1985年 | 7,414人                                       |  |
| 1990年 | 7,396人                                       |  |
| 1995年 | 7,222人                                       |  |
| 2000年 | 7,132人                                       |  |
| 2005年 | 7,418人                                       |  |
| 2010年 | 7,566人                                       |  |
| 2015年 | 7,422人                                       |  |
| 2020年 | 7,132人                                       |  |

## 歷史
豐鄉町過去在令制國時代屬於近江國，北半部屬於犬上郡安食鄉，南半部則屬於愛知郡吉田鄉，安食鄉過去曾是3世紀百濟派至日本的使者阿直岐後人所居住的地區。8世紀後分別出現安食莊、吉田莊的莊園，由於位於東山道之上，因而逐漸因商業活動而發展；14世紀後由於戰亂，陸續興建了那須城、吉田城、高野瀨城、赤田城。
17世紀江戶時代後，成為彥根藩的領地，也因為商業活動的持續發展，在此地也誕生不少著名的近江商人，這些本地出身的商人在19世紀末至20世紀期間也成為支持本地各項硬體快速發展的推手。
19世紀末明治維新實施廢藩置縣後，本地改隸屬彥根縣，不過在僅四個月之後的府縣整併中被併入長濱縣，而長濱縣先是在三個月後更名為犬上縣，半年後又與滋賀縣合併。
1889年日本實施町村制，現在的豐鄉町北部區域在當時即設立豐鄉村，而南部則屬於日枝村，1956年兩村合併為新設立的豐鄉村，並於1971年升格改制為現在的豐鄉町。

### 變遷表
| 1889年4月1日 | 1889年 - 1912年 | 1912年 - 1944年 | 1945年 - 1954年 | 1955年 - 1989年            | 1955年 - 1989年            | 1989年 - 現在              | 現在                       |
| ------------ | --------------- | --------------- | --------------- | -------------------------- | -------------------------- | -------------------------- | -------------------------- |
| 豐鄉村       | 豐鄉村          | 豐鄉村          | 豐鄉村          | 1956年9月30日 合併為豐鄉村 | 1971年2月11日 改制為豐鄉町 | 1971年2月11日 改制為豐鄉町 | 1971年2月11日 改制為豐鄉町 |
| 日枝村       |                 |                 |                 | 1956年9月30日 合併為豐鄉村 | 1971年2月11日 改制為豐鄉町 | 1971年2月11日 改制為豐鄉町 | 1971年2月11日 改制為豐鄉町 |

## 交通

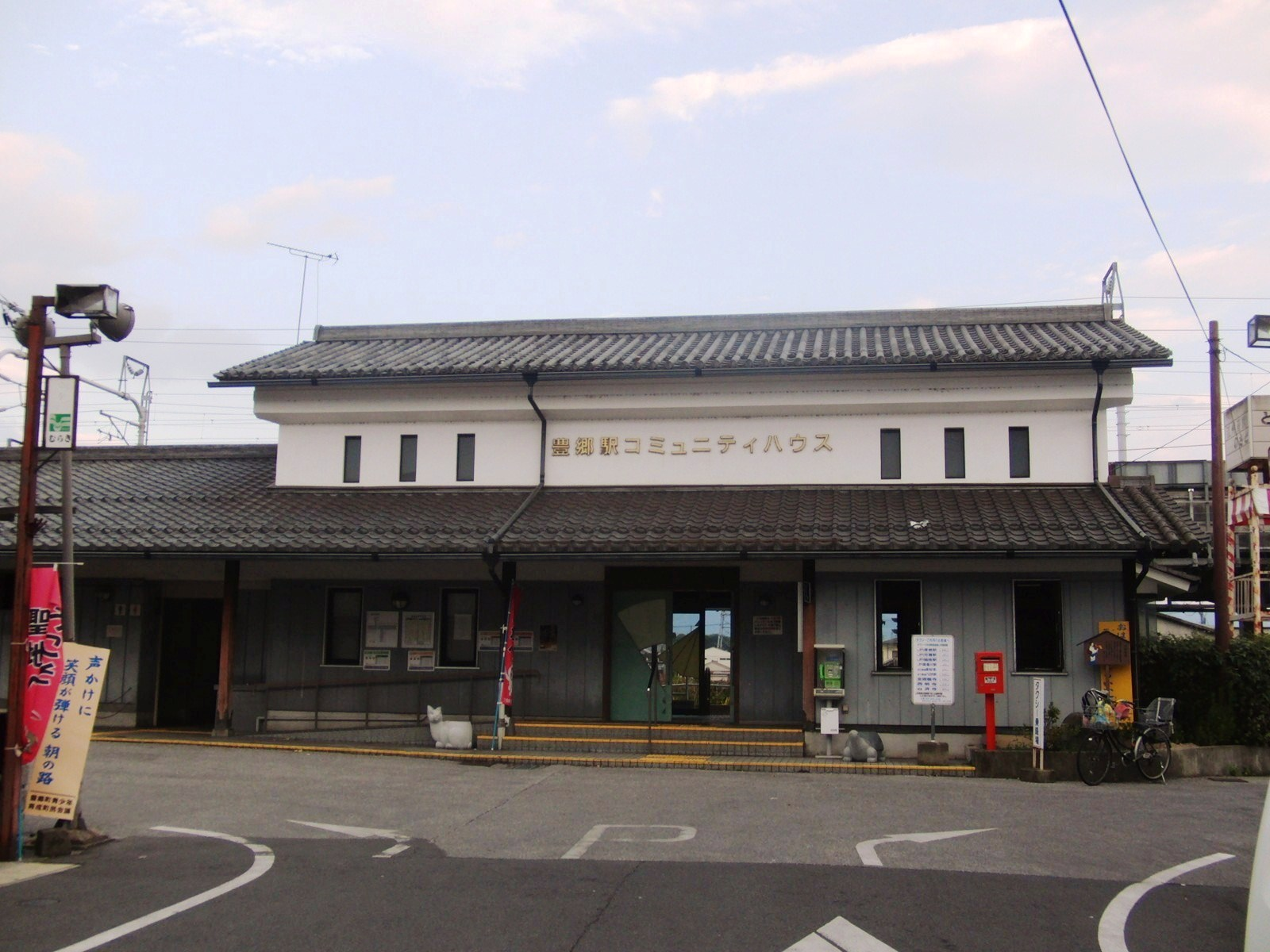
豐鄉車站

近江鐵道本线大致上以南北向穿過豐鄉町的主要市區，設有豐鄉車站，但目前町內並沒有固定行駛的客運路線。

### 鐵路
- 近江鐵道
  - 本线：（←甲良町） - 豐鄉車站 - （愛莊町→）

## 觀光資源
位於大字石畑地區的豐鄉町立豐鄉小學校建於1937年的舊校舍在當時是由本地出身的商人古川鐵治郎出資興建，此建築在2009年成為動畫《K-ON！輕音部》的藍本，接著在2010年代的電影逆转裁判、沒問題3班、我的朋友很少、連續劇LEADERS、別嬪小姐、我想吃掉你的胰臟都曾在此取景，也為本地帶來一波「聖地巡禮」的觀光商機。
位於大字八目地區的伊藤忠兵衛紀念館，則是由過去本地出身的第一代伊藤忠兵衛的住宅所改設的。
位於大字安食西地區的阿自岐神社為過去百濟派至日本的使者阿直岐後人所建立，包括神社中的多島式庭園，已有超過1,500年的歷史，在日本屬於相當古老的庭園。

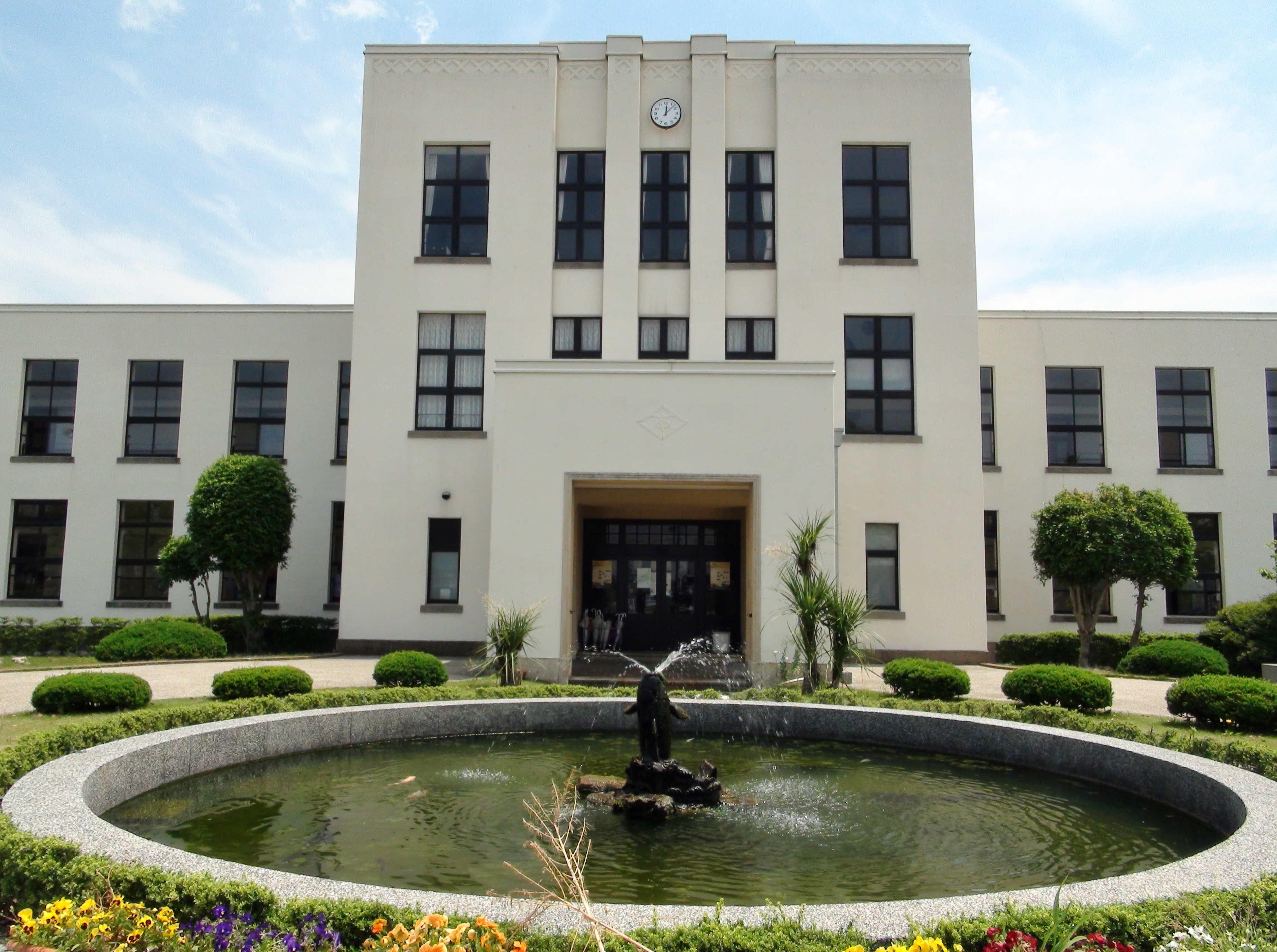
豐鄉小學校舊校舍
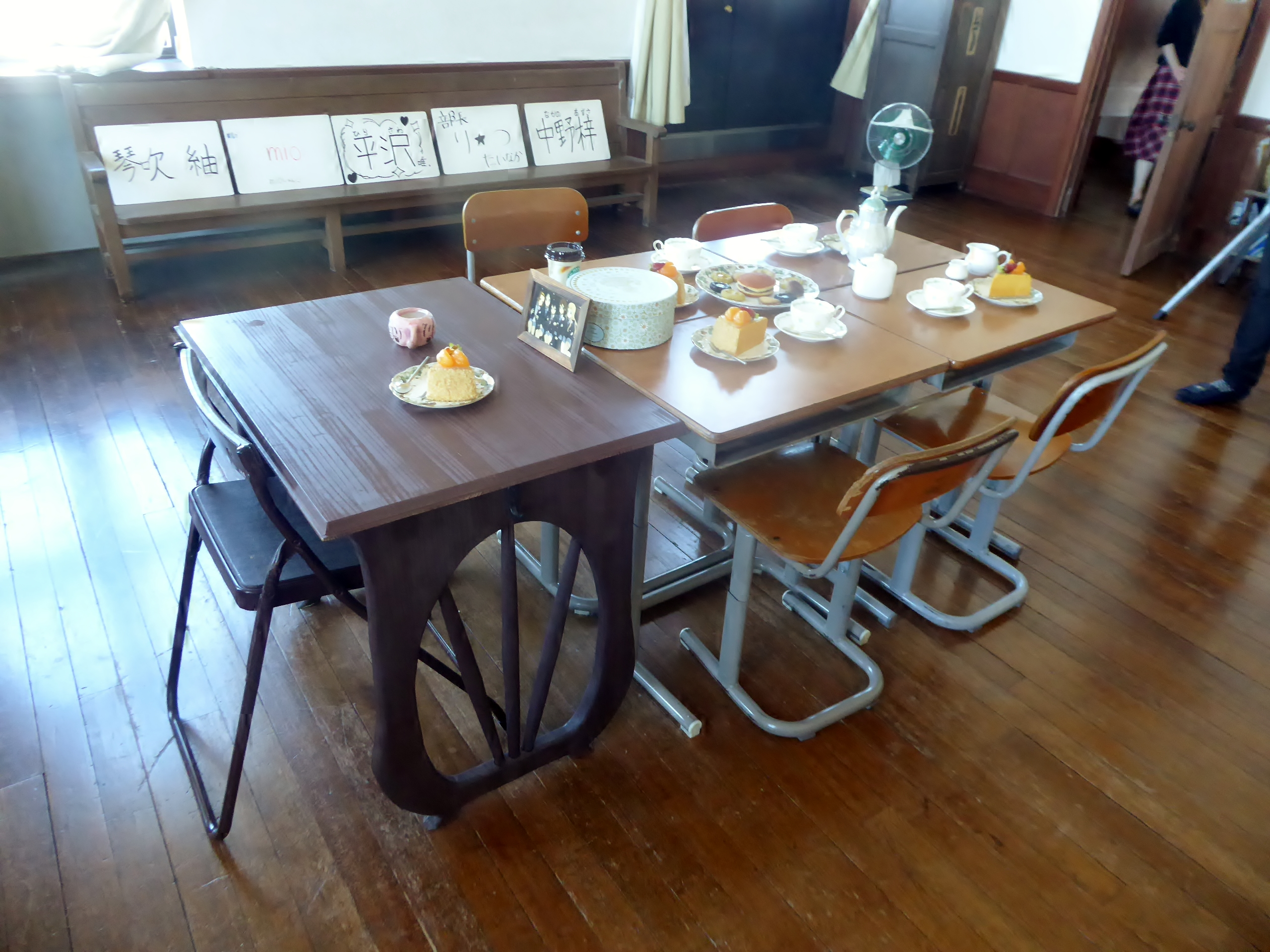
豐鄉小學校舊校舍內設置的《K-ON！輕音部》會議室
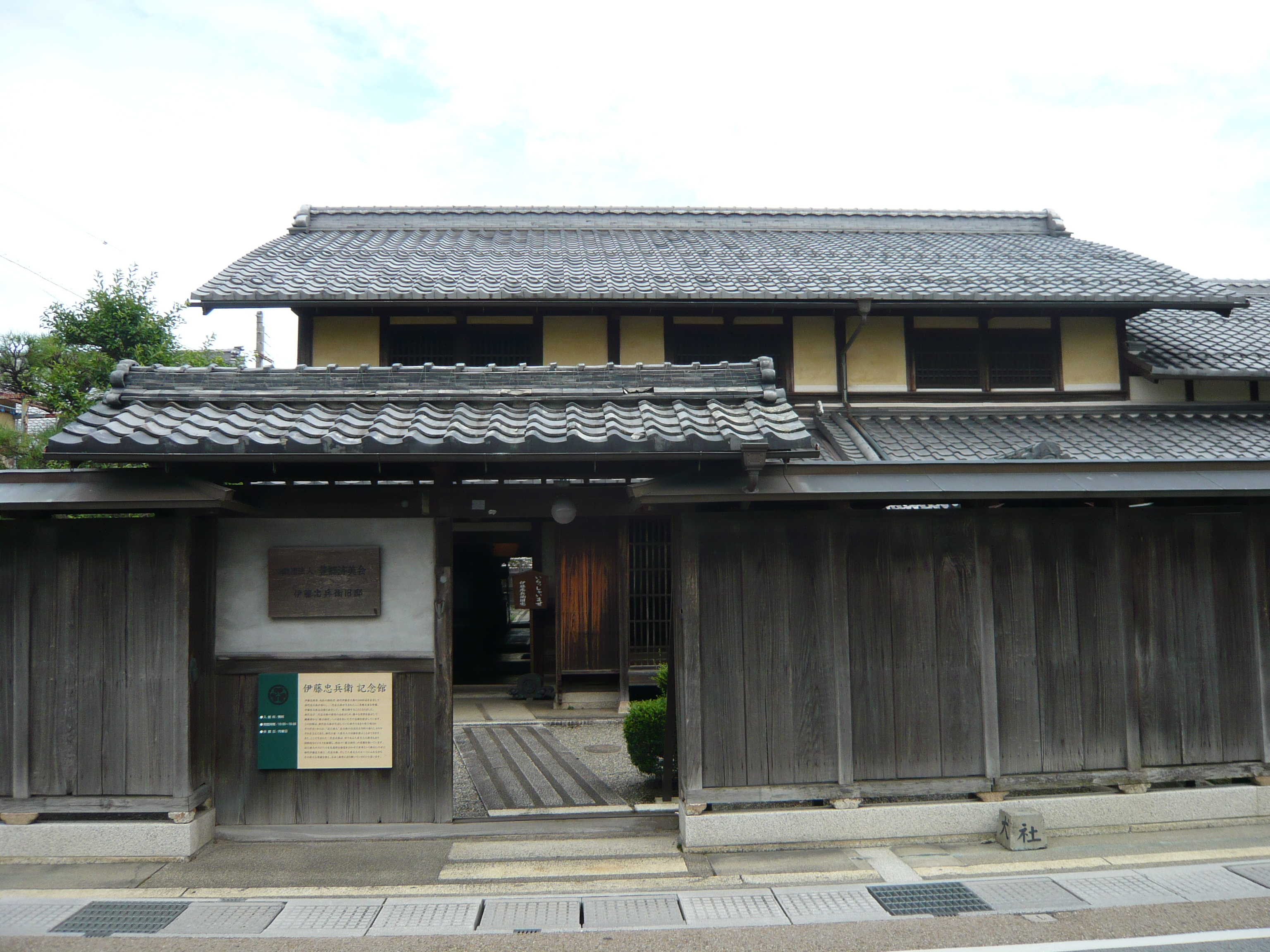
伊藤忠兵衛紀念館

## 教育

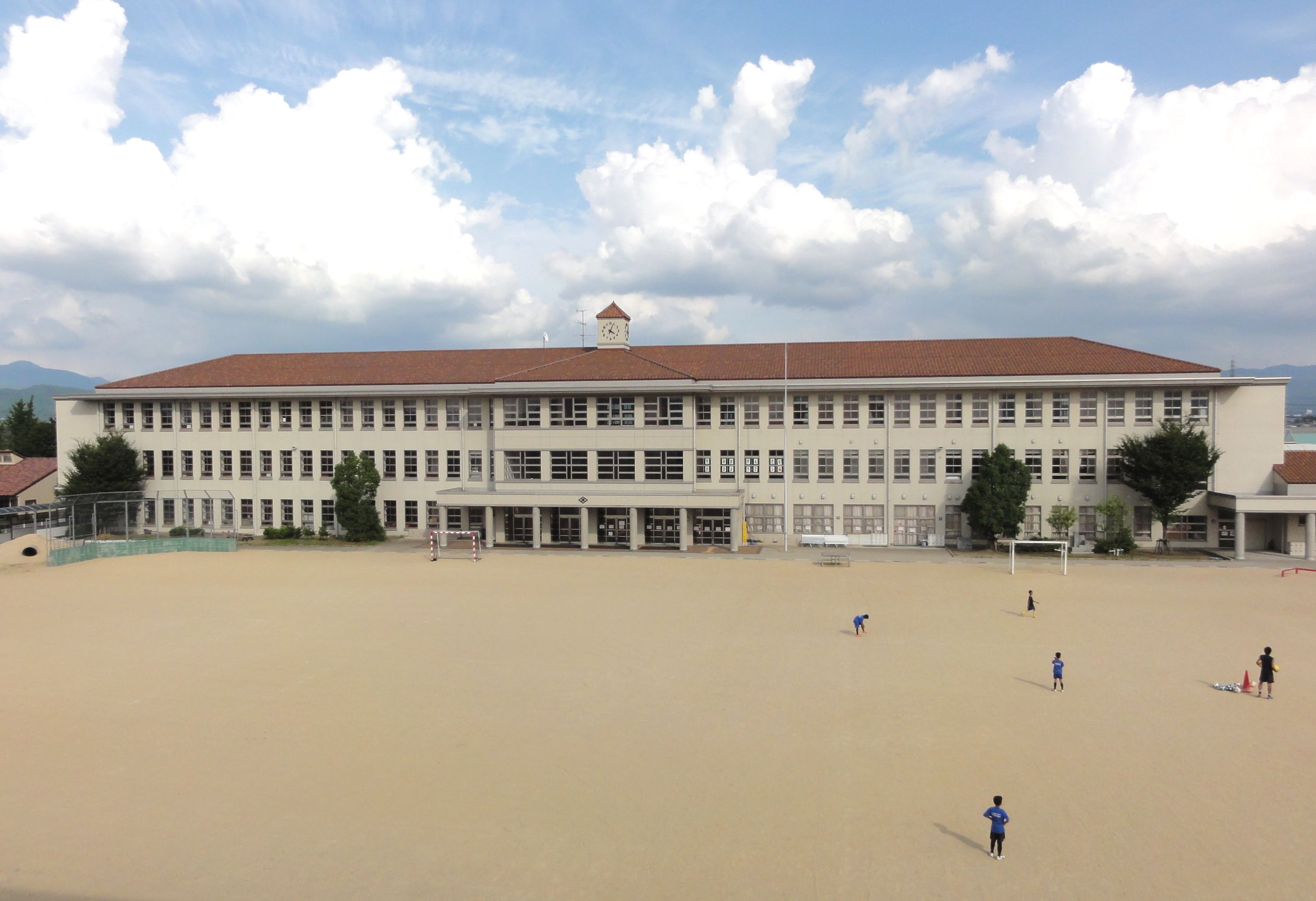
豐鄉小學校目前使用的校舍

町內只有豐鄉町立豐日中學校、豐鄉町立豐鄉小學校、豐鄉町立日榮小學校三所學校。

## 本地出身之名人
日本大型綜合商社伊藤忠商事的創辦人－初代伊藤忠兵衛為19世紀中出身於此的近江商人，伊藤家族過去即為在本地以「紅長」的屋號行商的家族，此後此家族中包括第六代伊藤長兵衛、第二代伊藤忠兵衛、古川鐵治郎都是出身於本地；伊藤家族在日本成功建立各項事業後，曾大力資助本地的各項建設，包括1901年設立的石畑郵便受取所（現在的豐鄉郵便局）、1912年本地開設的電話服務、1925年設立的豐鄉醫院、1937年完成的豐鄉小學校校舎都是伊藤家族相關人員所贊助。

## 外部連結
- （日語） YouTube上的豐鄉町頻道
- （日語） 豐鄉町觀光協會（页面存档备份，存于）